# Sander Skotheim
Sander Aae Skotheim (31 maggio 2002) è un multiplista, lunghista e altista norvegese.

## Carriera
Skotheim ha vinto l'oro nell'atletica leggera al Festival olimpico estivo europeo della gioventù 2019 nel decathlon a Baku e l'argento al decathlon dei Campionati europei di atletica leggera U20 del 2021 a Tallinn . Nel 2022, Stokheim ha vinto il campionato norvegese indoor senior nell'eptathlon e medaglie individuali indoor tra cui l'oro nel salto in alto, l'argento nel salto triplo e il bronzo nel salto in lungo. Stokheim ha vinto anche l'oro nei campionati norvegesi senior all'aperto nel 2022, trionfando nei 110 metri a ostacoli e nel salto in alto.
Durante la competizione ai mondiali del 2022 ha battuto il suo record personale nei 100 metri, scendendo sotto gli 11 secondi per la prima volta con il crono di 10"88. Ha anche stabilito un nuovo record personale nel salto in alto, raggiungendo la misura di 2,17 metri. Dopo il primo giorno dell'evento si è piazzato settimo assoluto prima di finire quindicesimo.
Nel 2023, ai campionati europei indoor di Istanbul Skotheim ha concluso con la medaglia d'argento nell'eptathlon. Gareggiando a Gotzis nel maggio 2023, ha stabilito un nuovo record personale nel decathlon di 8561 punti. Ai campionati europei U20 di Espoo, in Finlandia, ha vinto la medaglia d'argento nel decathlon.
Nel 2024 vince l'argento dell'eptathlon ai mondiali indoor di Glasgow e nel decathlon agli europei di Roma, mentre l'anno successivo sale sul gradino più alto del podio nell'eptathlon agli europei indoor di Apeldoorn e ai mondiali indoor di Nanchino.

## Palmarès
| Anno | Manifestazione  | Sede      | Evento    | Risultato | Prestazione | Note                                            |
| ---- | --------------- | --------- | --------- | --------- | ----------- | ----------------------------------------------- |
| 2021 | Europei U20     | Tallinn   | Decathlon | Argento   | 8012 p.     | Miglior prestazione personale                   |
| 2022 | Mondiali        | Budapest  | Decathlon | 15º       | 8062 p.     |                                                 |
| 2022 | Europei         | Monaco    | Decathlon | 7º        | 8211 p.     |                                                 |
| 2023 | Europei indoor  | Istanbul  | Eptathlon | Argento   | 6318 p.     | Record nazionale                                |
| 2023 | Europei U23     | Espoo     | Decathlon | Argento   | 8561 p.     |                                                 |
| 2023 | Mondiali        | Budapest  | Decathlon | 10º       | 8263 p.     |                                                 |
| 2024 | Mondiali indoor | Glasgow   | Eptathlon | Argento   | 6407 p.     | Record nazionale                                |
| 2024 | Europei         | Roma      | Decathlon | Argento   | 8635 p.     | Miglior prestazione europea stagionale under 23 |
| 2024 | Giochi olimpici | Parigi    | Decathlon | 18º       | 7757 p.     |                                                 |
| 2025 | Europei indoor  | Apeldoorn | Eptathlon | Oro       | 6558 p.     | Record europeo · Record dei campionati          |
| 2025 | Mondiali indoor | Nanchino  | Eptathlon | Oro       | 6475 p.     |                                                 |